# Macrocepicoccus loranthi
Macrocepicoccus loranthi är en insektsart som beskrevs av Morrison 1919. Macrocepicoccus loranthi ingår i släktet Macrocepicoccus och familjen ullsköldlöss. Inga underarter finns listade i Catalogue of Life.